# Henri de Toulouse-Lautrec
Henri Marie Raymond de Toulouse-Lautrec-Monfa hay gọi tắt Henri de Toulouse-Lautrec (24 tháng 11 1864 - 9 tháng 9 1901) là một danh họa người Pháp nổi tiếng với các tác phẩm mô tả cuộc sống sôi động và đầy màu sắc ở Paris cuối thế kỷ 19. Toulouse-Lautrec cùng với Cézanne, Van Gogh, và Gauguin được coi là những họa sĩ vĩ đại nhất của trường phái Hậu ấn tượng. Trong cuộc đấu giá năm 2005, họa phẩm "La blanchisseuse", vẽ về một nữ thợ giặt, đã được bán với giá kỉ lục 22.4 triệu USD tại nhà đấu giá Christie's.

## Cuộc đời
Henri Marie Raymond de Toulouse-Lautrec-Monfa sinh tại Albi, Tarn, thuộc vùng Occitanie, Pháp, là con cả trong gia đình bá tước Alphonse và nữ bá tước Adèle de Toulouse-Lautrec. Ông là thành viên của một gia đình quý tộc (con cháu của bá tước vùng Toulouse và Lautrec và tử tước vùng Montfa). Người em trai của ông sinh ngày 28 tháng 8 năm 1867 nhưng qua đời một năm sau đó.
Sau cái chết của người em trai, cha mẹ ông chia tay và đến năm 8 tuổi ông tới sống với mẹ ở Paris. Tại đây ông bắt đầu vẽ các tác phẩm phác họa và biếm họa đầu tiên. Gia đình nhanh chóng nhận ra tài năng hội họa của ông và một người bạn của cha ông tên là Rene Princeteau đôi khi tới nhà để chỉ dạy cho ông những bài học cơ bản về hội họa.
Cha mẹ của Henri là họ hàng gần của nhau (bà nội và bà ngoại ông là chị em ruột) vì vậy ngay từ nhỏ ông đã phải chịu các căn bệnh bẩm sinh do hôn nhân cận huyết của cha mẹ.
Năm 13 tuổi, Henri bị rạn đùi phải và đến năm 14 tuổi đùi trái của ông gặp tình trạng tương tự và không thể lành hẳn. Các bác sĩ chẩn đoán nguyên nhân là do sự rối loạn gen. Ngoài ra, ông cũng bị chấn đoán mặc bệnh còi xương. Đôi chân không phát triển, đến tuổi trưởng thành, chiều cao của Henri chỉ đạt 1.52 m, phần thân trên thì phát triển bình thường như người trưởng thành còn đôi chân thì chỉ có kích cỡ chân của trẻ em.
Không thể tham gia vào các hoạt động thể chất như các người con trai cùng lứa khác. Ông chìm đắm vào nghệ thuật và trở thành một họa sĩ quan trọng của trường phái Hậu ấn tượng và Art nouveau.
Sau khi thi trượt đại học lần đầu, ông đỗ đại học trong lần thứ hai. Trong thời gian ở Nice, các tác phẩm của Henri đã gây ấn tượng với Princeteau, người đã thuyết phục cha mẹ Henri để ông trở lại Paris và theo học họa sĩ chân dung Léon Bonnat. Mẹ của Henri muốn ông trở thành một họa sĩ nổi tiếng và đã sử dụng ảnh hưởng của gia đình để đưa Henri vào studio của Bonnat.
Sau khi Bonnat chuyển nghề, Henri chuyển tới studio của Fernand Cormon năm 1882 và học ở đây thêm 5 năm, tại đây ông đã kết bạn với nhiều người trong đó có Emile Bernard và van Gogh.
Sau khi học xong năm 1887, ông tham dự một triển lãm ở Toulouse dưới nghệ danh "Tréclau". Sau đó ông có cuộc triển lãm ở Paris với van Gogh và Louis Anquetin.
Từ 1889 tới 1894, ông tham dự Hiệp hội các nghệ sĩ tự do. Ông vẽ vài bức họa phong cảnh về Montmartre. Khi tiệm hát Moulin Rouge mở cửa, Toulouse-Lautrec được mời vẽ poster. Mẹ Henri đã rời Paris trước đó trong khi ông vẫn phụ thuộc vào nguồn trợ cấp từ gia đình, nên Henri buộc phải kiếm sống bằng các tác phẩm poster. Tiệm hát đã giữ một suất cho Henri và trưng bày các tác phẩm của ông. Trong số các tác phẩm nổi tiếng ông vẽ cho Moulin Rouge và các tiệm đêm ở Paris khác có bức họa về ca sĩ Yvette Guilbert và vũ công Louise Weber.
Việc kinh doanh poster đã đưa ông tới London, tại đây ông sáng tác ra các tác phẩm như 'Confetti' hay 'La Chaîne Simpson'. London cũng là nơi Henri gặp Oscar Wilde, khi Wilde đối mặt với án tù ở London, Henri là người ủng hộ rất mạnh mẽ. Bức chân dung Oscar Wilde của Toulouse-Lautrec được ra đời cùng năm vụ xử án của Wilde.
Trong suốt cuộc đời mình, Toulouse-Lautrec thường xuyên bị trêu ghẹo vì ngoại hình của ông. Henri tìm đến rượu để giải sầu và trở thành một người nghiện rượu nặng.
Năm 1893, khi gia đình và bạn bè của Henri nhận thấy tình trạng sức khỏe ngày càng xấu của Henri cũng là lúc có tin đồn ông bị nhiễm bệnh giang mai. Năm 1899, gia đình và một nhóm bạn bè đã ép ông cai rượu, tuy vậy thì ông vẫn lén lún thường xuyên uống rượu.
Một thời gian ngắn trước khi qua đời, Henri được đưa vào viện điều dưỡng. Ông qua đời do các biến chứng của rượu và giang mai tại ngôi nhà của gia đình ở tuổi 36. Henri được chôn cất tại Verdelais, Gironde, chỉ cách vài km so với Château Malromé, nơi ông qua đời.
Sau khi Henri mất, mẹ ông, nữ bá tước Adèle Toulouse-Lautrec và Maurice Joyant, một thương gia nghệ thuật đã quảng bá các tác phẩm của Henri. Mẹ ông đã góp quỹ để xây một bảo tàng ở Albi, nơi sinh của Henri, để trưng bày các tác phẩm của ông.

## Các tác phẩm tiêu biểu

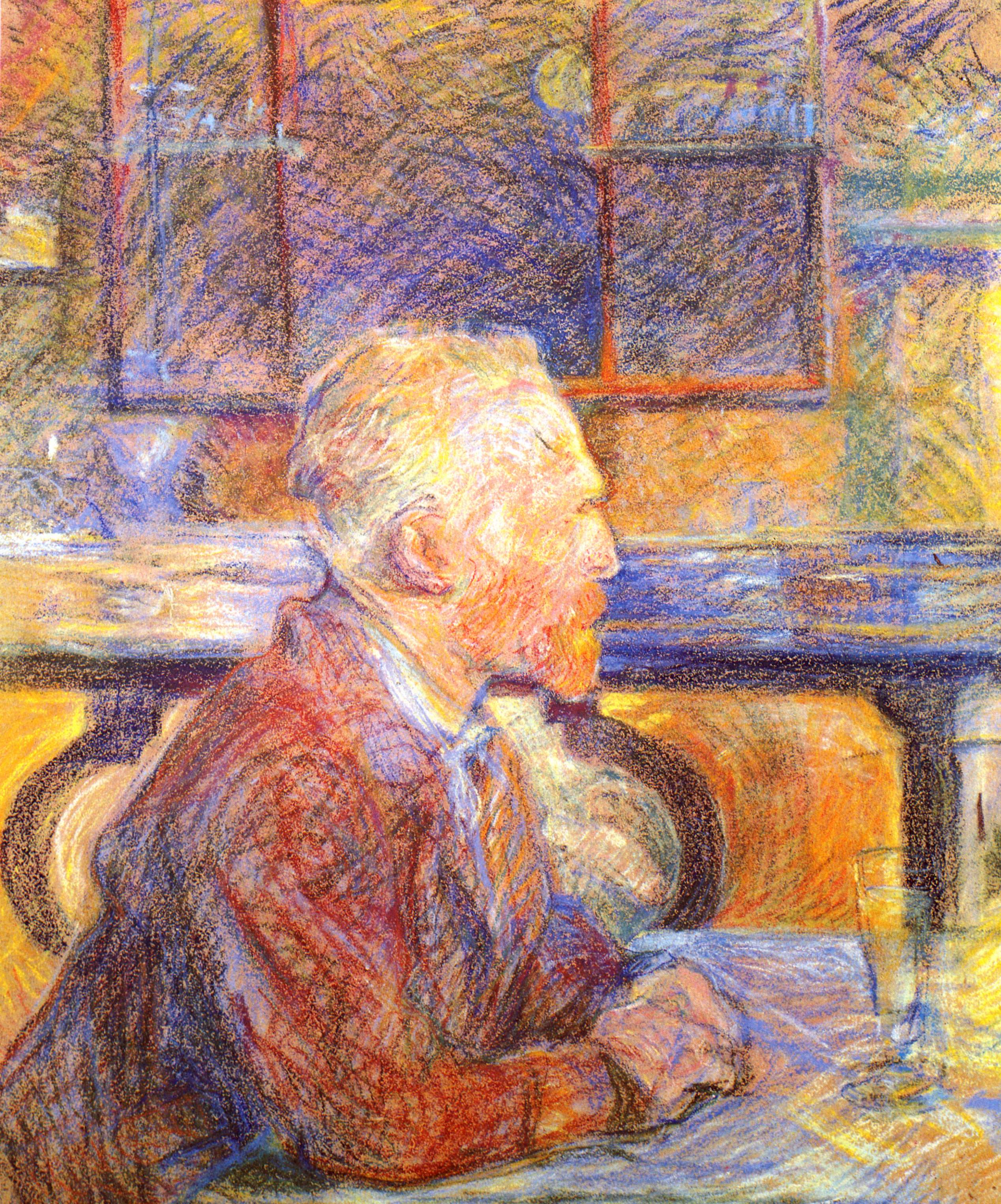
Vincent van Gogh (1887)
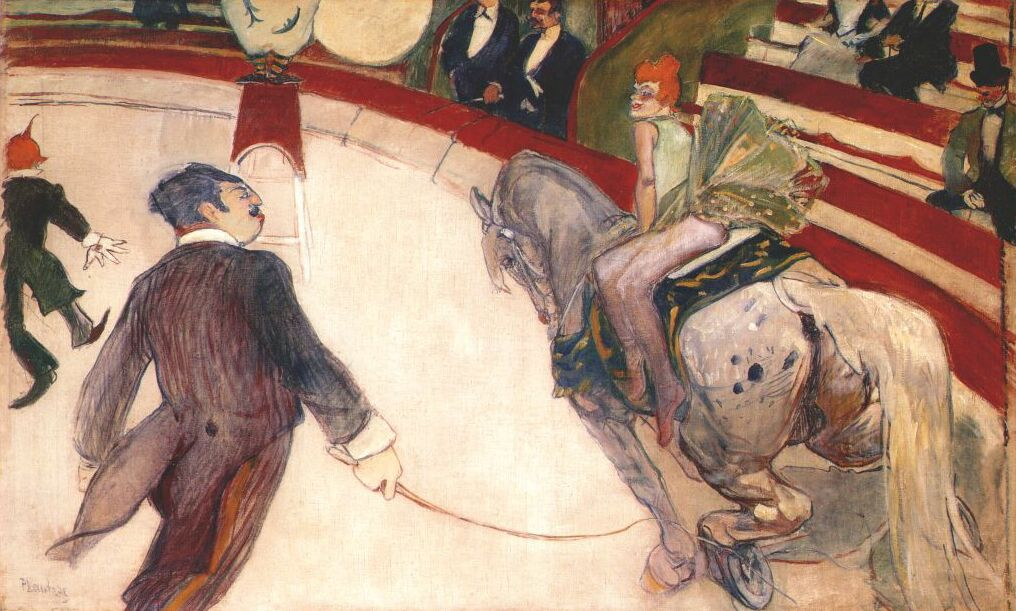
At the Circus Fernando (1888)
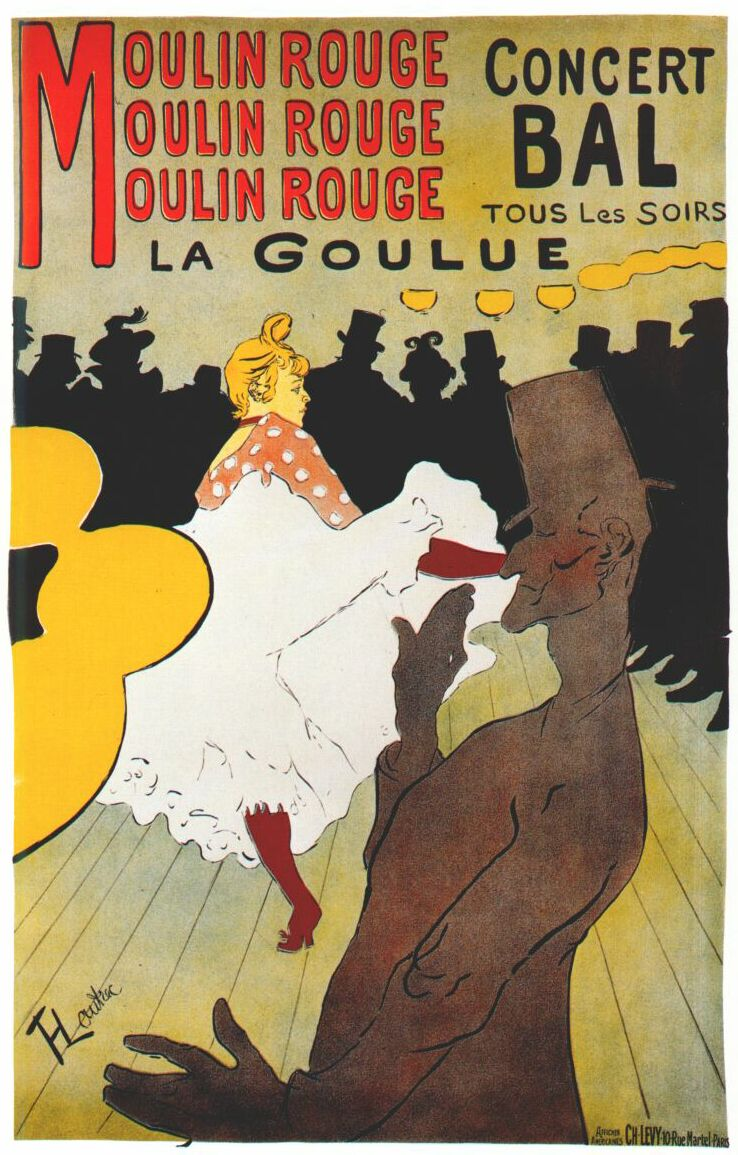
Moulin Rouge - La Goulue, poster (1891)
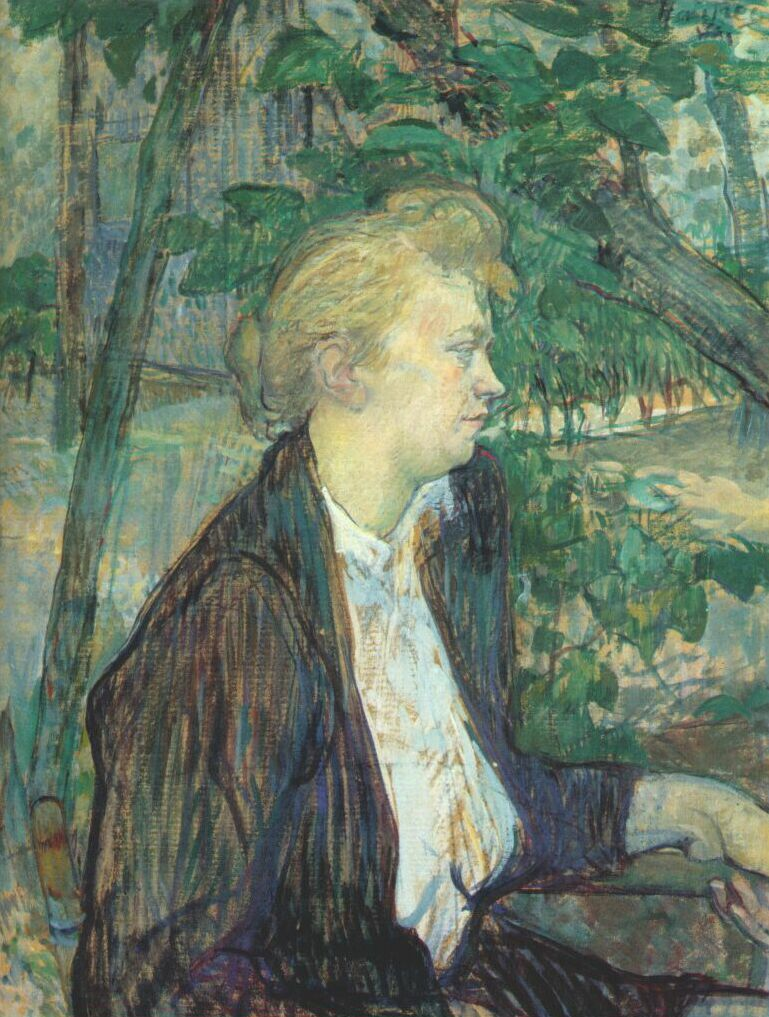
Portrait of Gabrielle (1891)
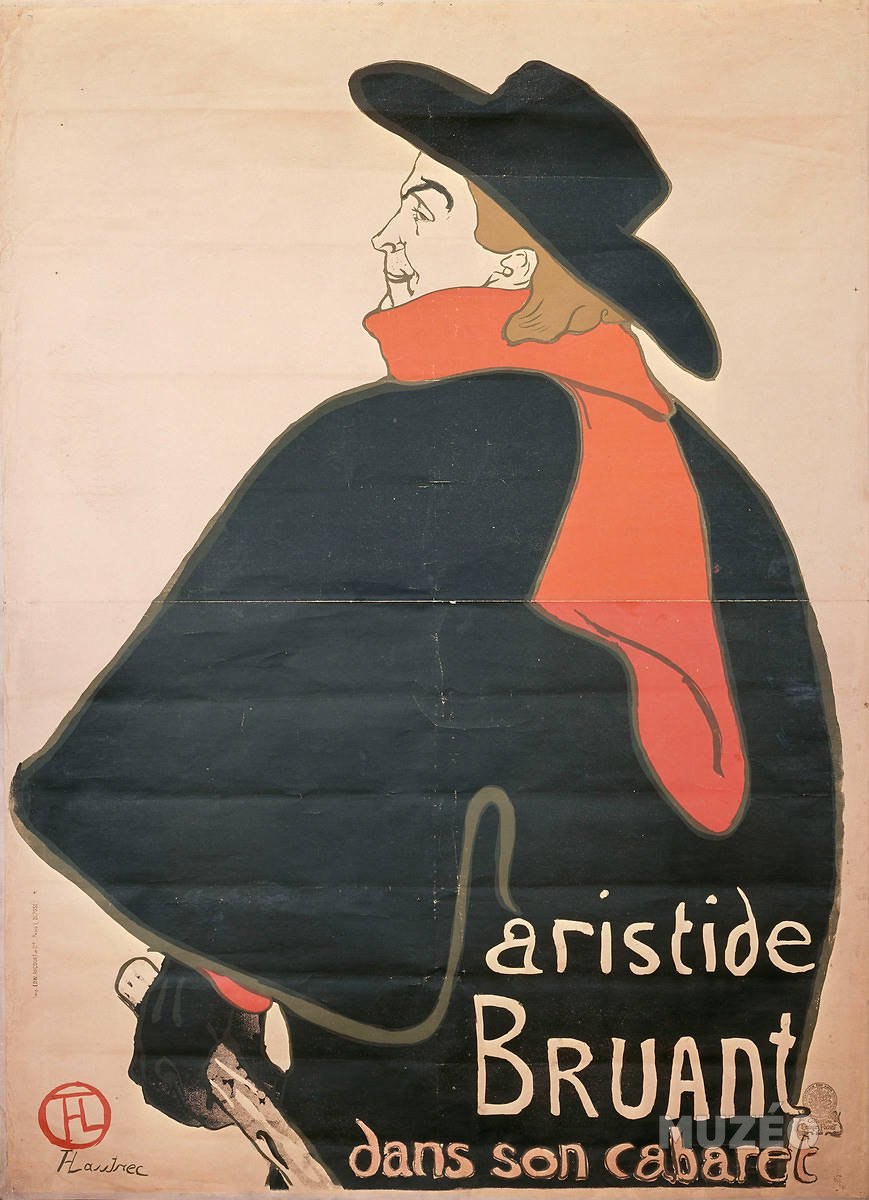
Aristide Bruant in his cabaret, poster (1892)
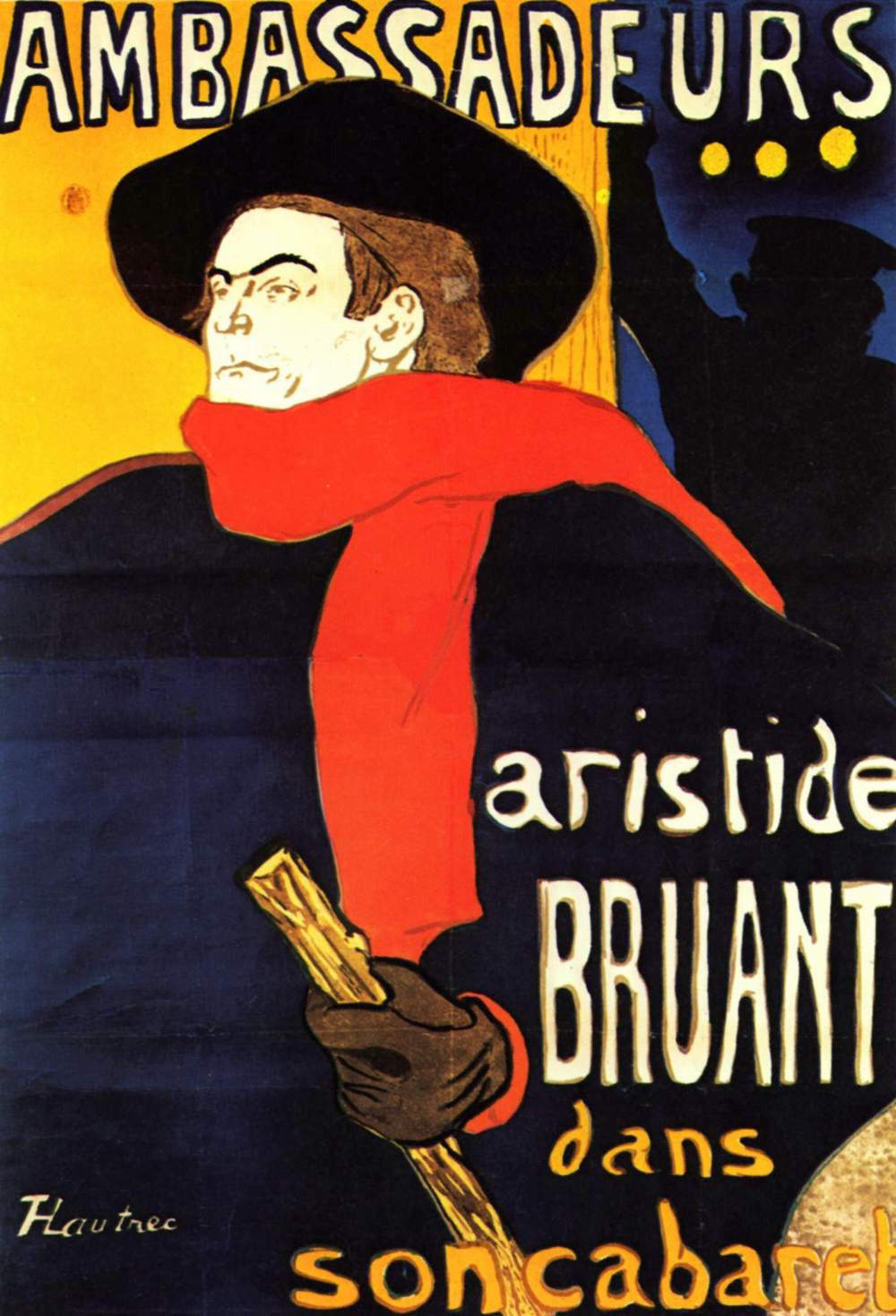
Ambassadeurs - Aristide Bruant, poster (1892)
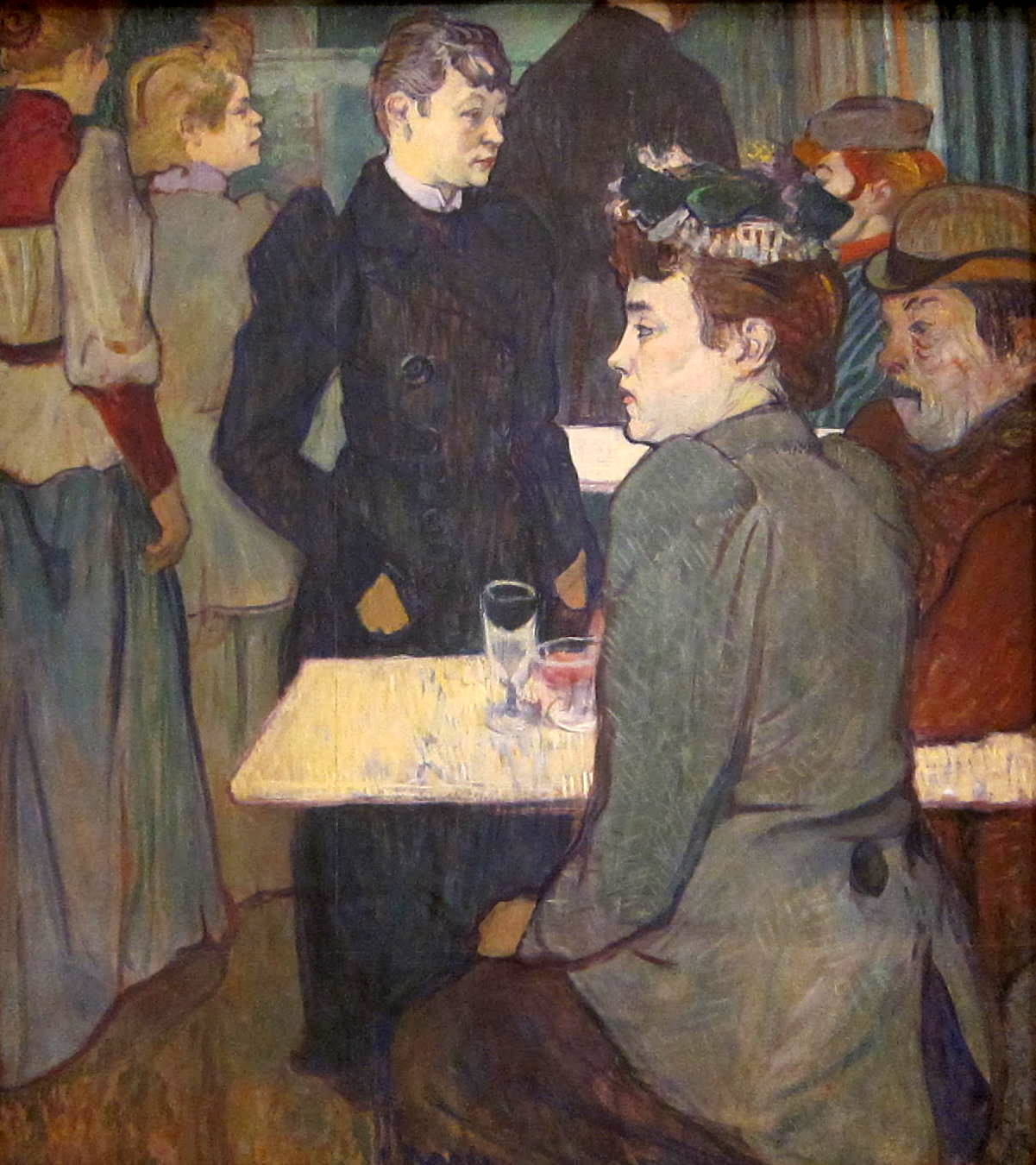
A Corner of the Moulin de la Galette (1892)
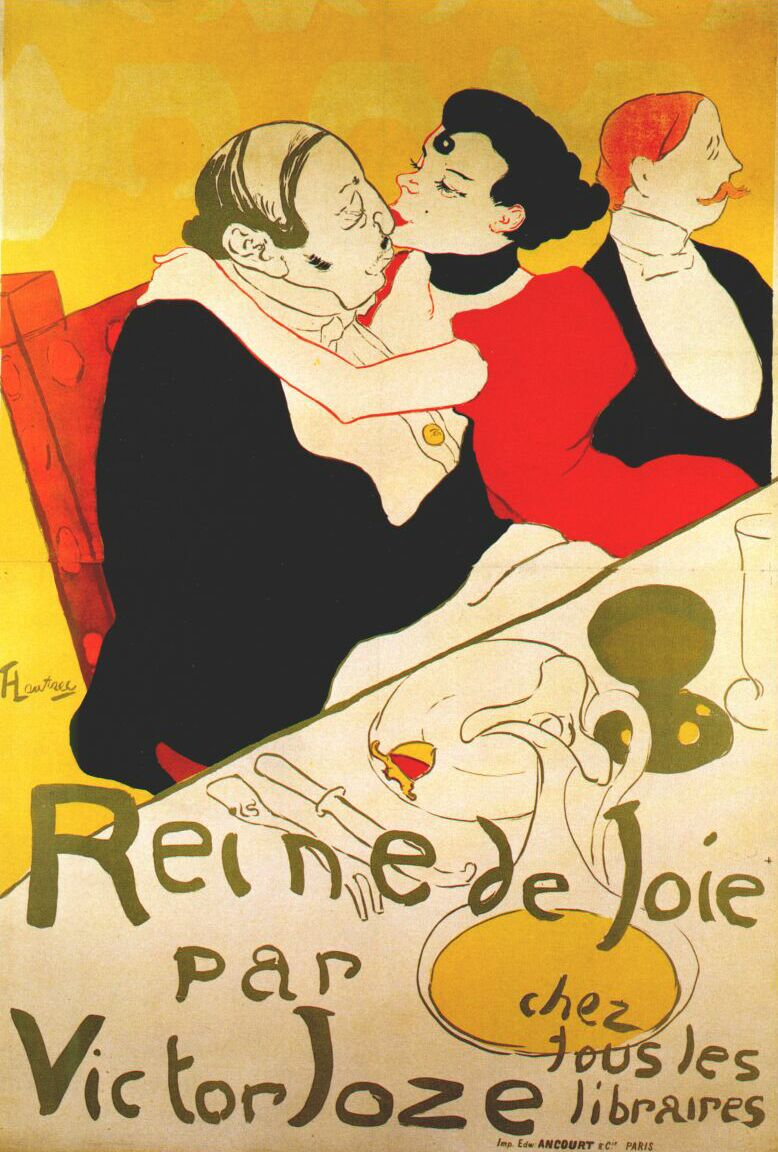
La reine de joie  (1892)
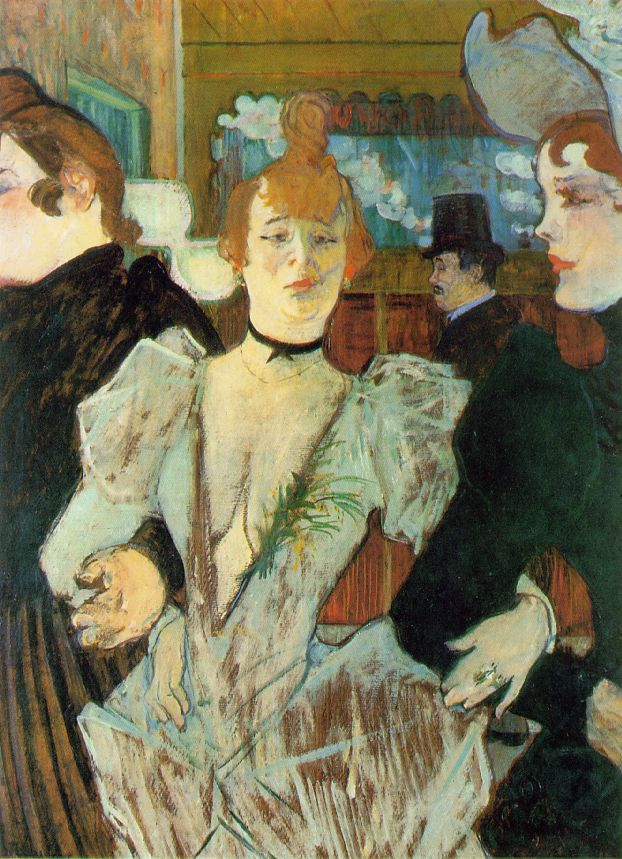
La Goulue arriving at the Moulin Rouge (1892)
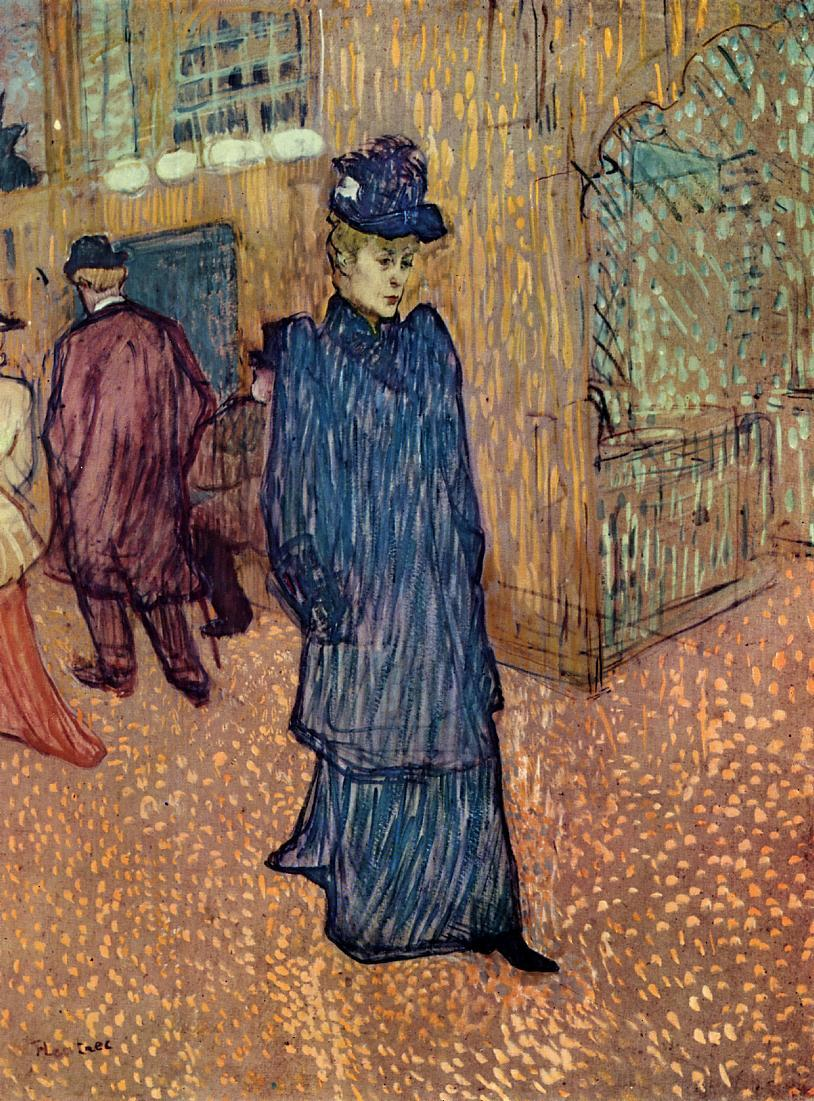
Jane Avril Leaving the Moulin Rouge (1892)
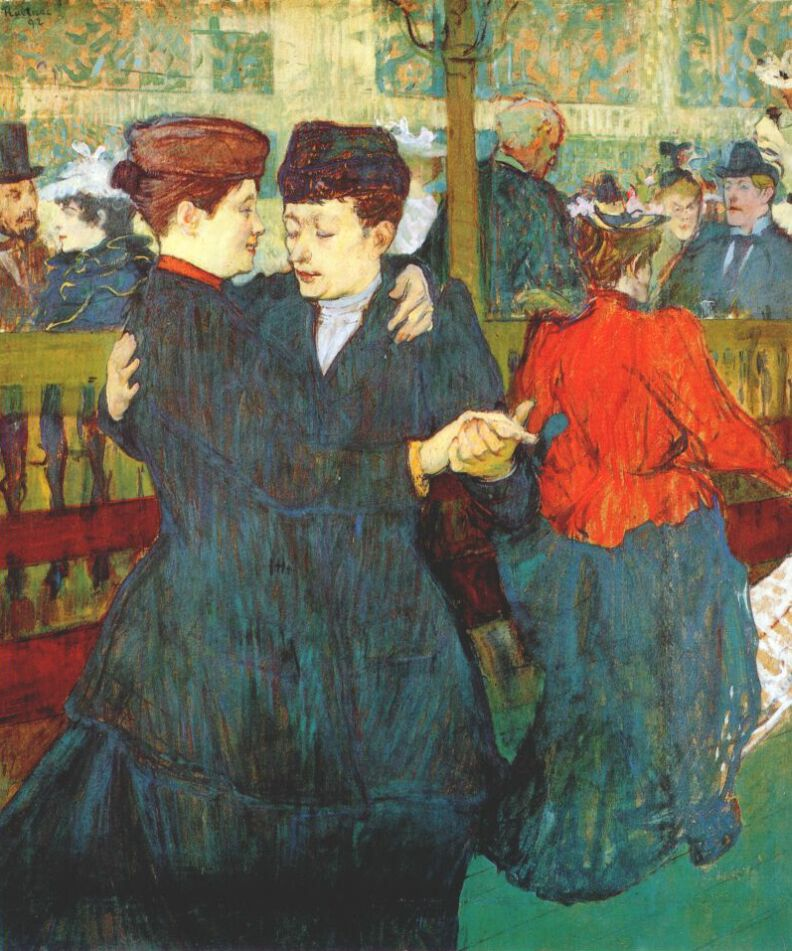
At the Moulin Rouge: Two Women Waltzing (1892)
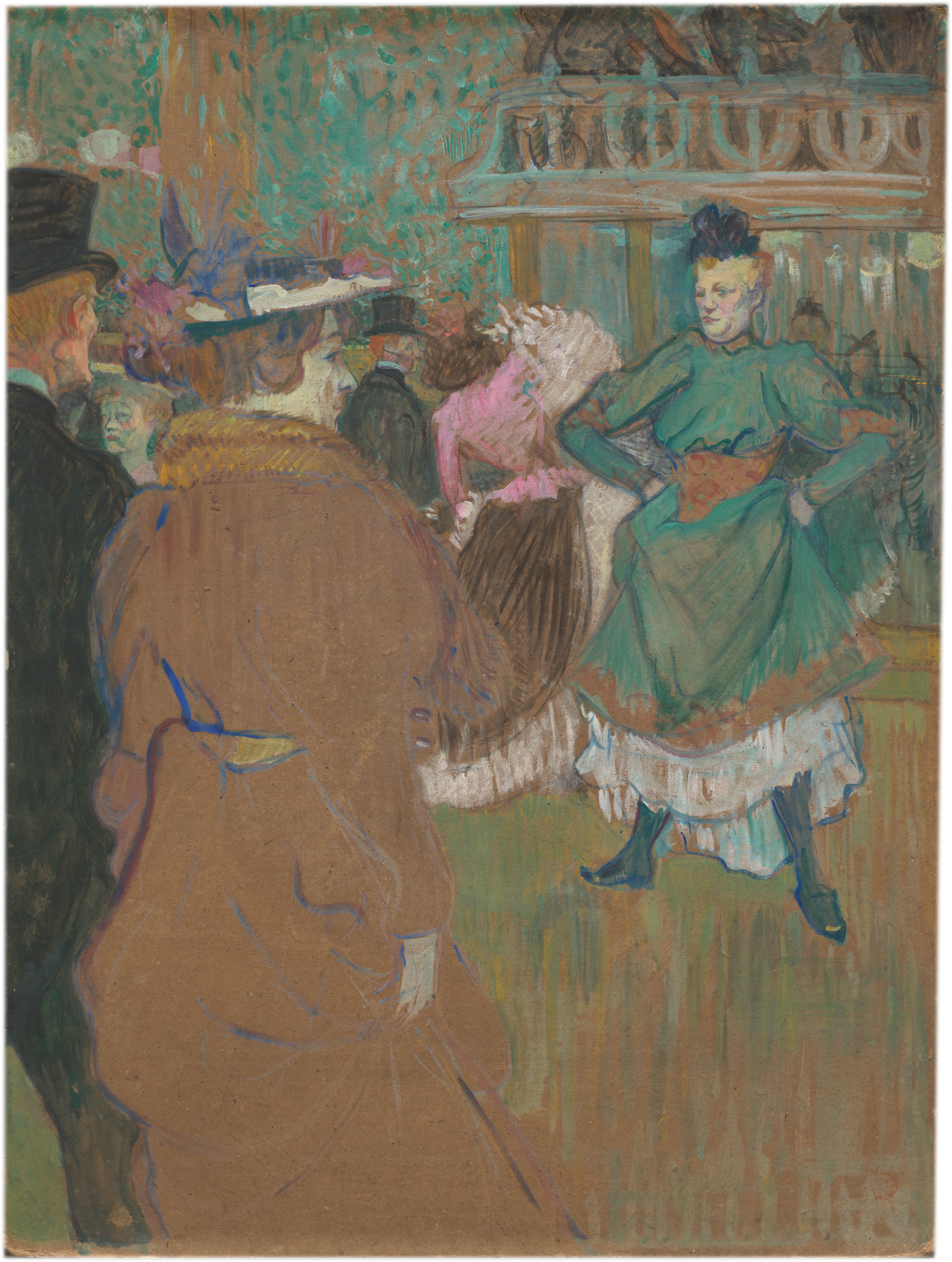
Quadrille at the Moulin Rouge (1892)
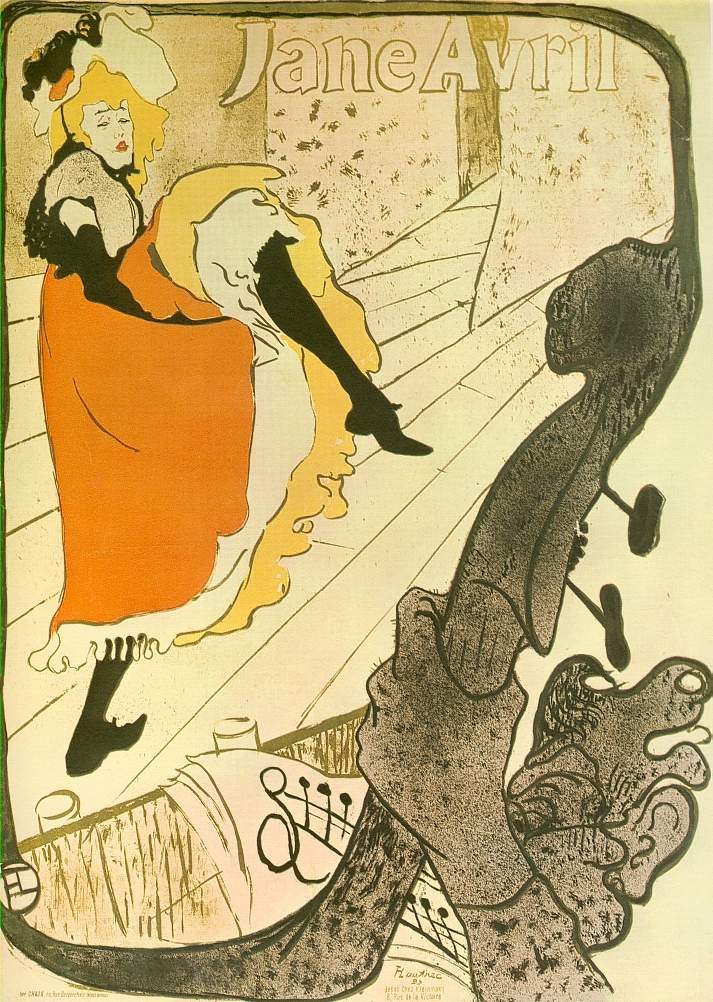
Avril (Jane Avril), poster (1893)
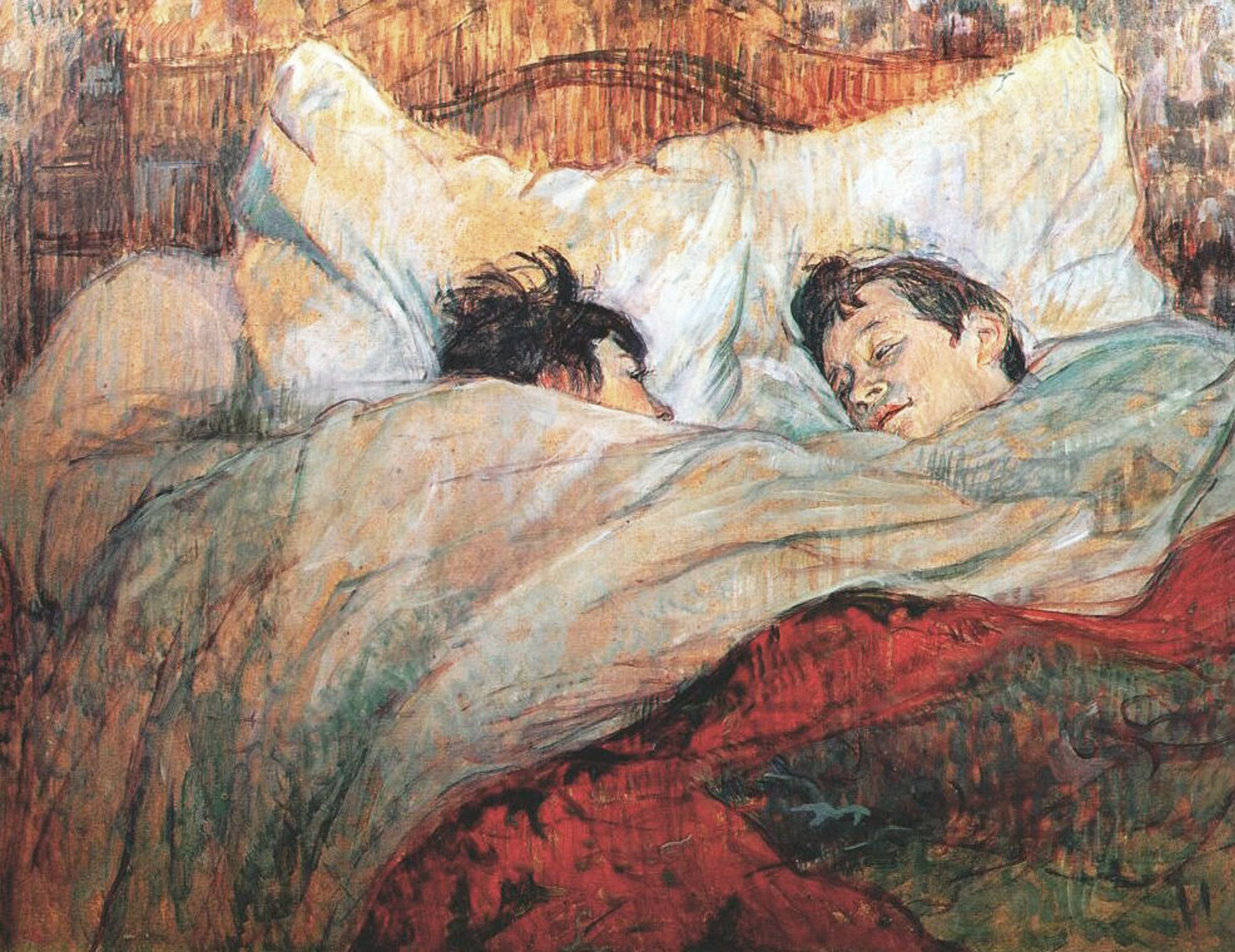
In Bed (1893)
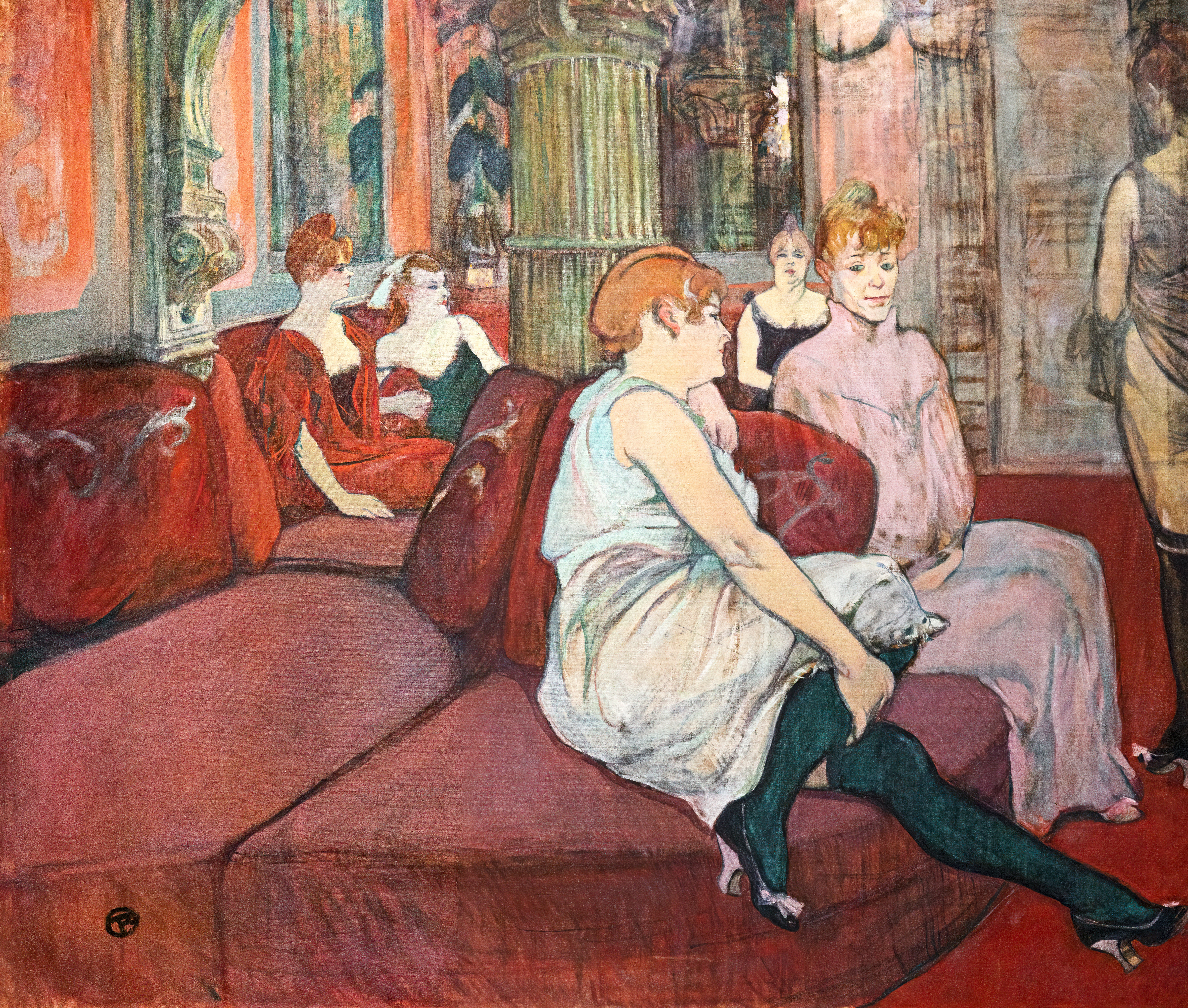
Salon at the Rue des Moulins (1894)
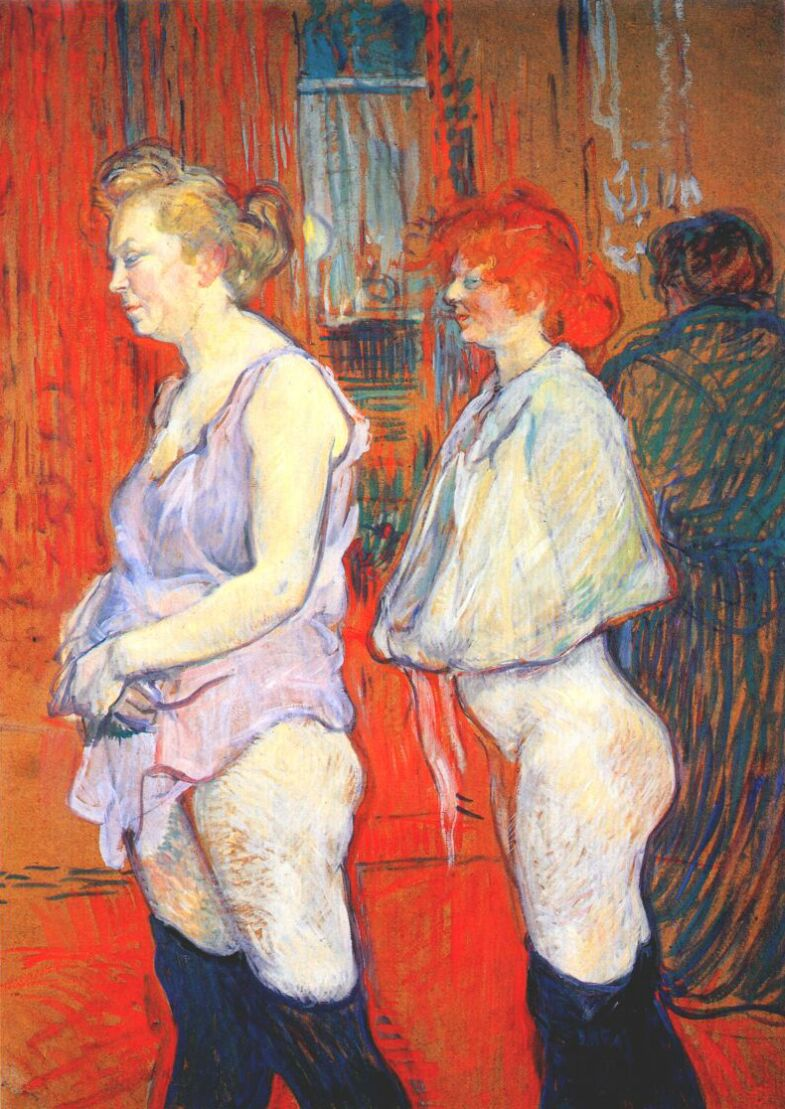
The Medical Inspection at the Rue des Moulins Brothel (1894)
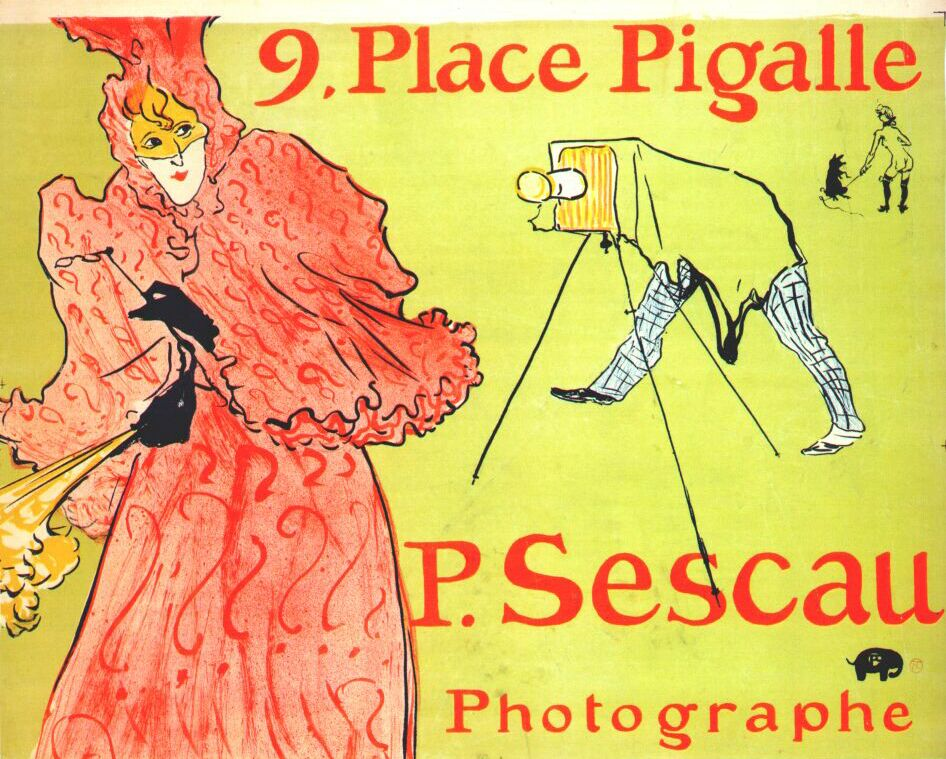
Le photographe, Place pigeon, 9 (1894)
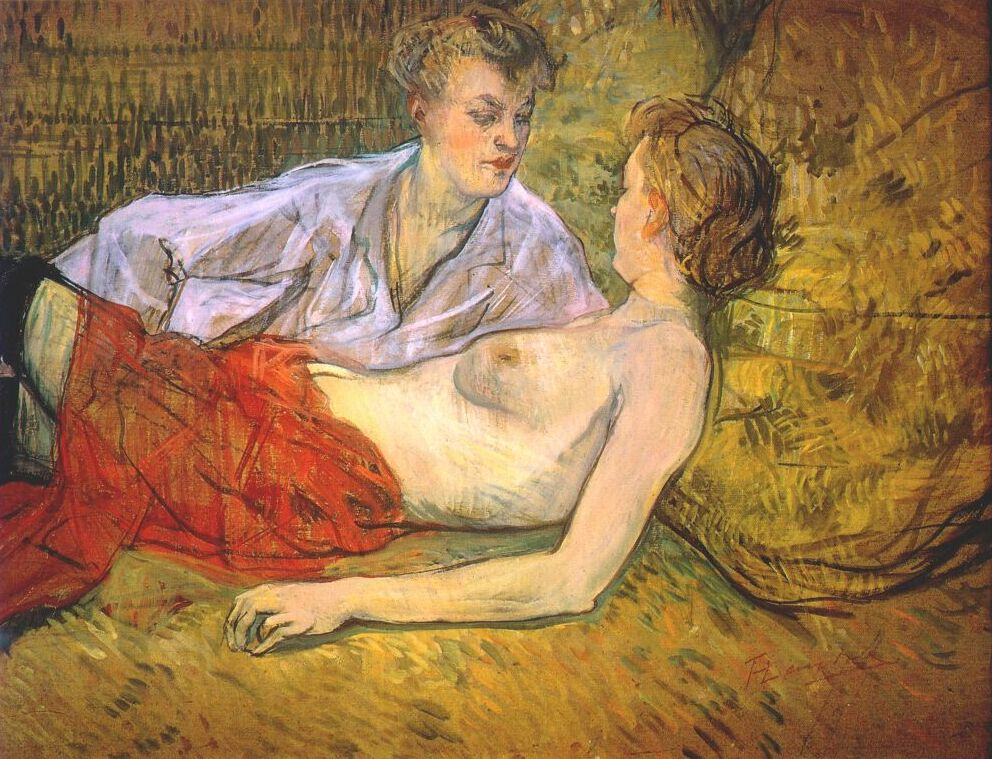
The Two Girlfriends (c. 1894–95)
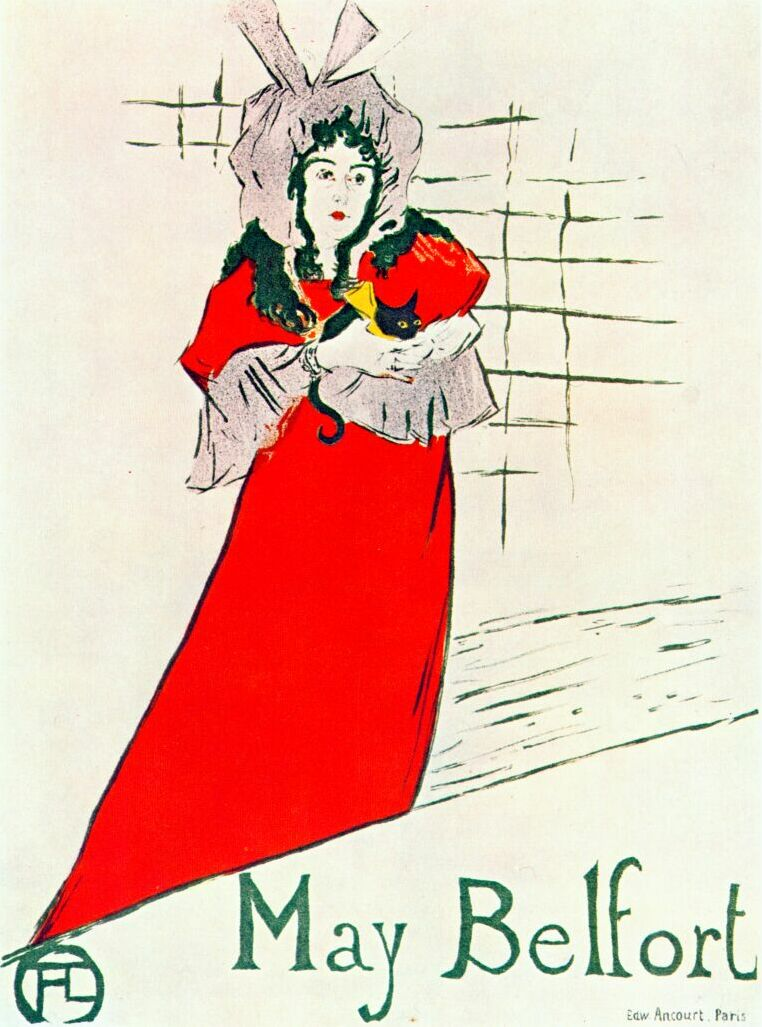
May Belfort (singing Daddy Wouldn't Buy Me a Bow-wow), poster (1895)
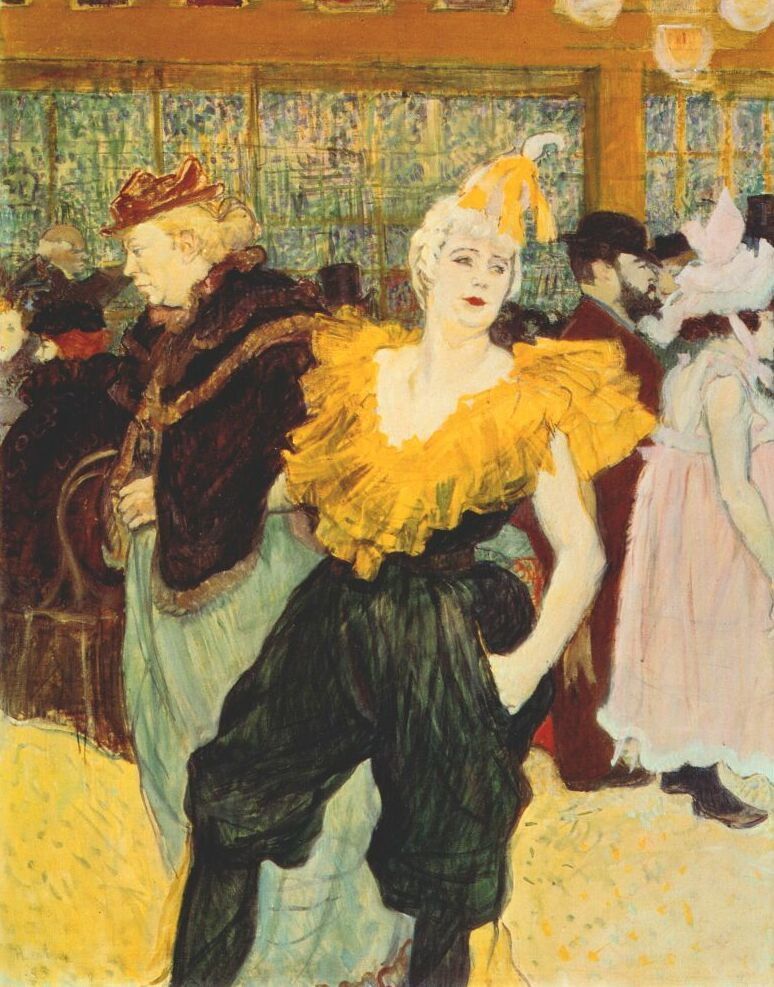
The clown Cha-U-Kao at the Moulin Rouge (1895)
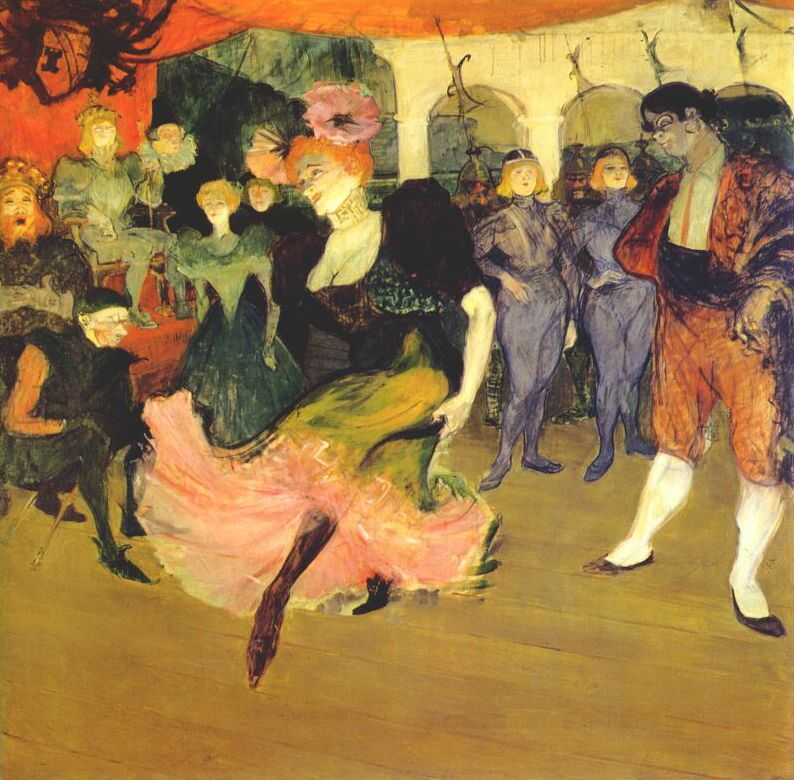
Marcelle Lender on stage (1895)
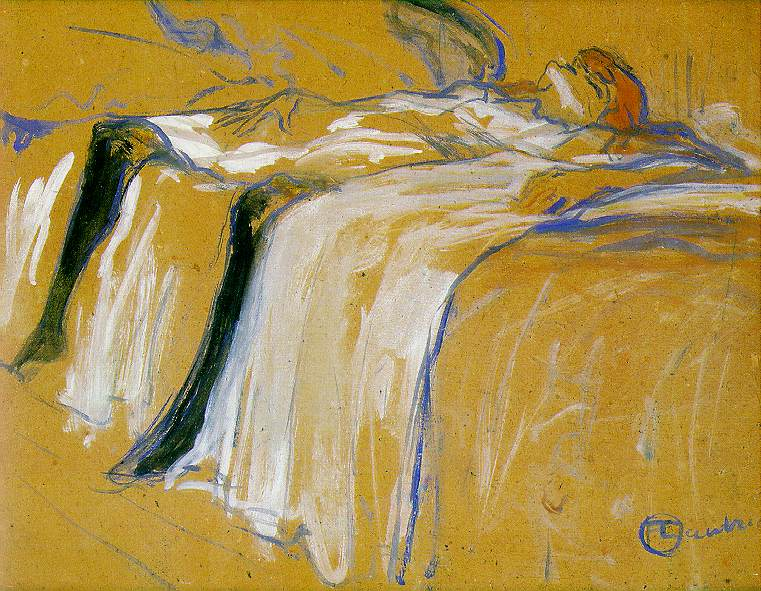
Alone (1896)
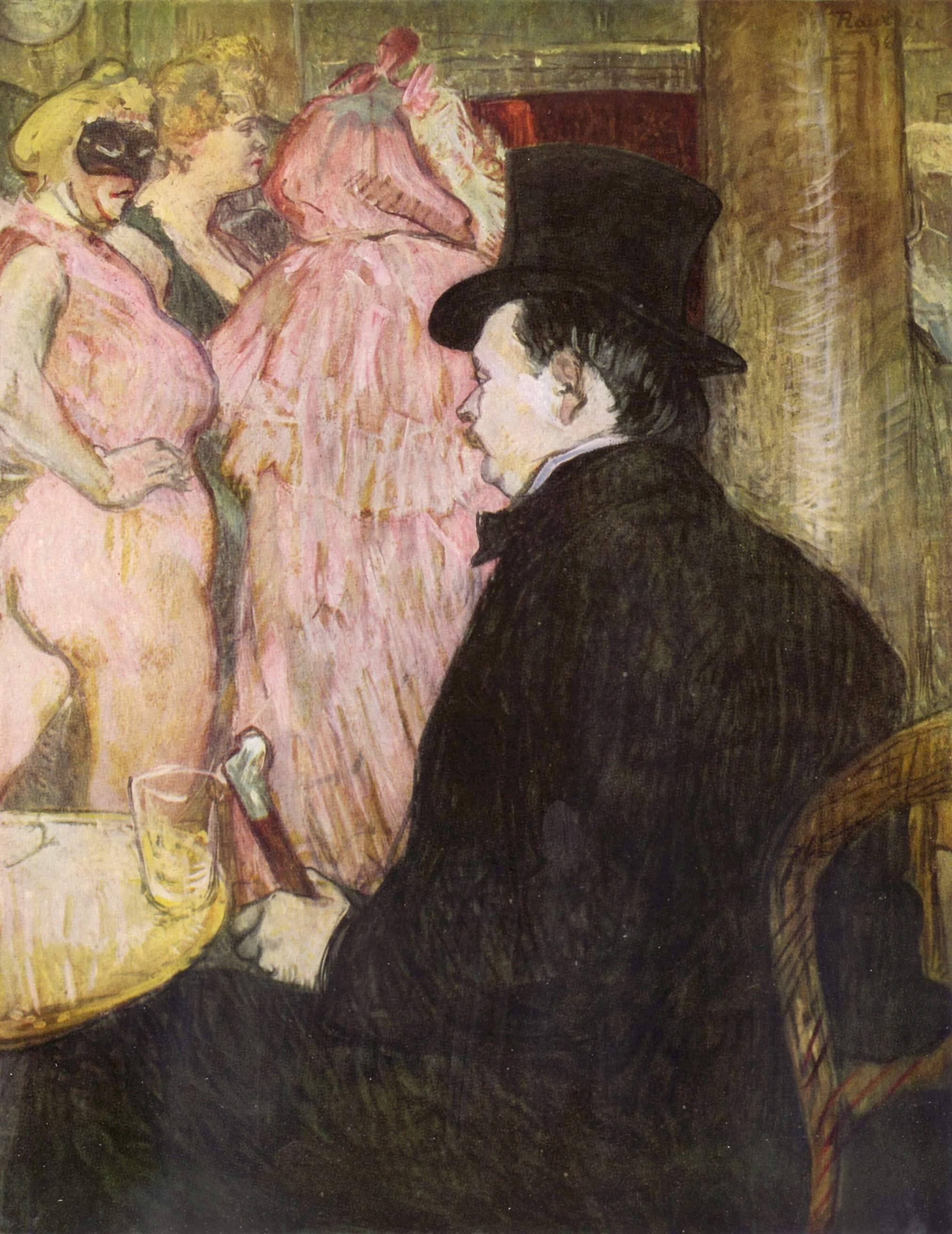
Maxime Dethomas (1896)
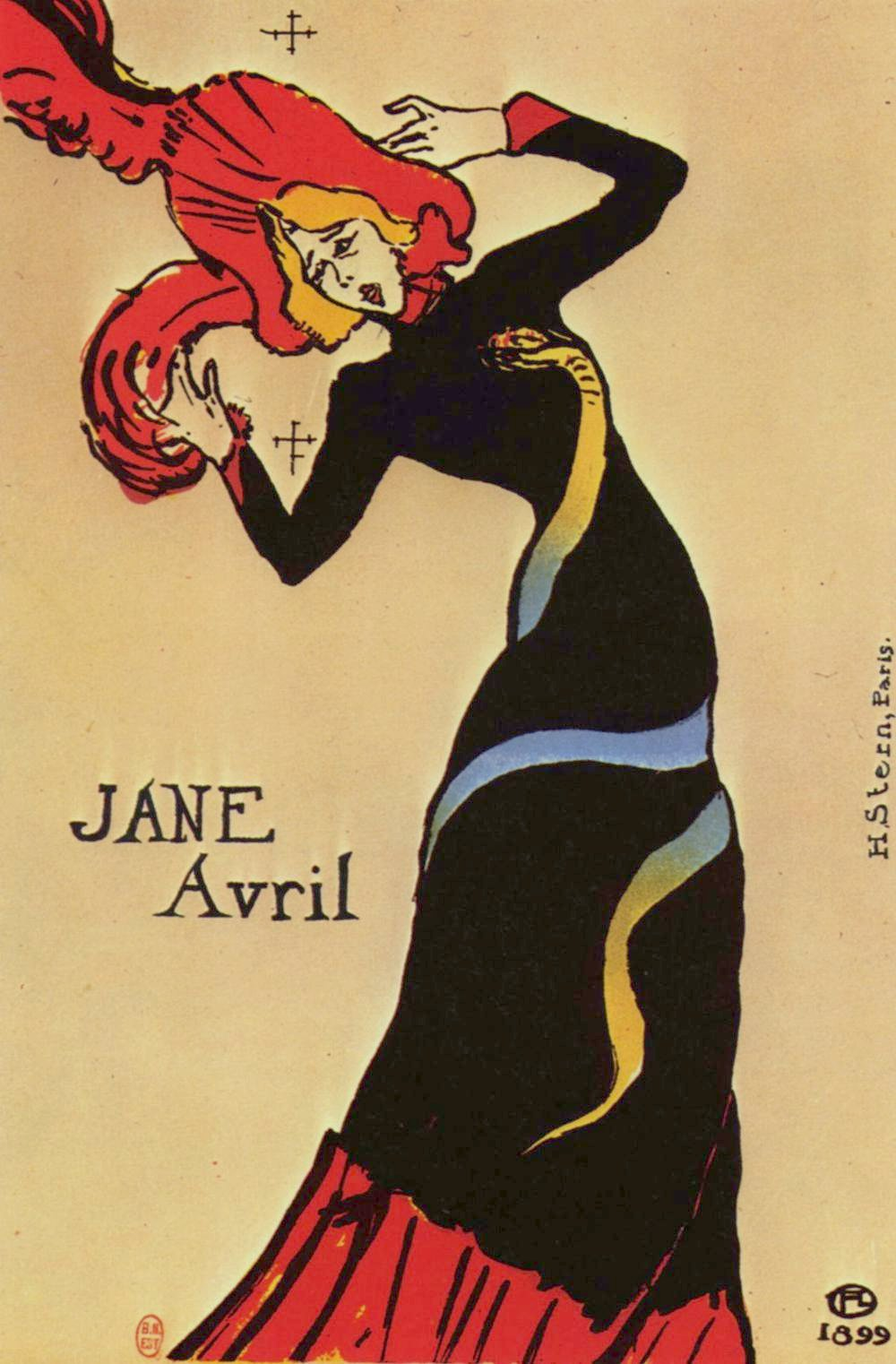
Jane Avril (1899)

### Chữ ký

Chữ ký của Henri de Toulouse-Lautrec.

## Liên kết
- - Le Château du Bosc, the castle where Henri spent a lot of time with his family. Nicole Tapié de Celeyran, one of his descendants, still lives in the castle and welcome you for visits Lưu trữ ngày 7 tháng 2 năm 2011 tại Wayback Machine

- Henri de Toulouse-Lautrec at Gallery of Art
- Toulouse-Lautrec and Montmartre at the National Gallery of Art Lưu trữ ngày 1 tháng 5 năm 2017 tại Wayback Machine
- www.Toulouse-Lautrec-Foundation.org - 352 works by Henri de Toulouse-Lautrec
- Website dedicated to Lautrec.
- Website about Lautrec with virtual tours. Lưu trữ ngày 25 tháng 2 năm 2008 tại Wayback Machine
- Factmonster page about Toulouse-Lautrec, Henri de
- The Most Famous Paintings
- Toulouse-Lautrec and Paris exhibition at the Sterling and Francine Clark Art Institute Lưu trữ ngày 8 tháng 11 năm 2011 tại Wayback Machine
- Henri de Toulouse-Lautrec - Artcyclopedia
- (tiếng Pháp) French National Institute of Art - The prints of Henri de Toulouse-Lautrec Lưu trữ ngày 8 tháng 8 năm 2010 tại Wayback Machine
- (tiếng Pháp) The illness de Toulouse-Lautrec Lưu trữ ngày 12 tháng 5 năm 2012 tại Wayback Machine by N. Halkic, D. Gintzburger et E. Mouhsine